# Jonasék Los Angelesben
A Jonasék Los Angelesben a Jonas című filmsorozat 2. évadja, amelyben a főhősök Kevin, Joe és Nick elmennek nyaralni Los Angelesbe. A sorozat 13 részből áll, amelyből a magyar Disney Channel ez ideáig 13 részt vetített le.

## Szereplők
| Szereplő              | Színész              | Magyar hang     |
| --------------------- | -------------------- | --------------- |
| Kevin Lucas           | Kevin Jonas          | Kékesi Gábor    |
| Joe Lucas             | Joe Jonas            | Czető Roland    |
| Nick Lucas            | Nick Jonas           | Ungvári Gergely |
| Stella Malone         | Chelsea Staub        | Talmács Márta   |
| Macy Misa             | Nicole Gale Anderson | Csuha Borbála   |
| A fiúk apja           | John Ducey           | Megyeri János   |
| Frankie Lucas         | Frankie Jonas        | Sóvári Ádám     |
| Liza néni             | Beth Crosby          | Zakariás Éva    |
| Vanessa Page          | Abby Pivaronas       | Molnár Ilona    |
| Mona Klein            | Debi Mazar           | Orosz Anna      |
| Dennis "DZ" Zimmerman | Adam Hicks           | Kováts Dániel   |

## Zenék
| Track | Cim                                 | Epizód                | Énekes                            |
| ----- | ----------------------------------- | --------------------- | --------------------------------- |
| 1     | Feelin' Alive                       | Band of Brothers      | Jonas Brothers                    |
| 2     | L.A Baby (Where Dreams Are Made Of) | House Party           | Jonas Brothers                    |
| 3     | Your Biggest Fan                    | The Secret            | Nick Jonas ft. China Anne McClain |
| 4     | Critical                            | The Flirt Locker      | Nick Jonas                        |
| 5     | Hey You                             | America's Sweethearts | Jonas Brothers                    |
| 6     | Things Will Never Be the Same       | Up in the Air         | Jonas Brothers                    |
| 7     | Fall                                | Back to the Beach     | Jonas Brothers                    |
| 8     | Summer Rain                         | On The Radio          | Joe Jonas                         |
| 9     | Drive                               | Direct to Video       | Jonas Brothers                    |
| 10    | Invisible                           | And...Action          | Jonas Brothers                    |
| 11    | Make It Right                       | Date Expectations     | Joe Jonas                         |
| 12    | Chillin' in the Summertime          | A Wasabi Story        | Jonas Brothers                    |
| 13    | Set This Party Off                  | House Party           | Jonas Brothers                    |

## Vetítés
| Epizódok száma | Első vetítés az Egyesült Államokban | Első vetítés Magyarországon              |
| -------------- | ----------------------------------- | ---------------------------------------- |
| 13             | 2010.Június.20. – 2010. Október.3.  | 2010.Szeptember.11. – 2010. december 25. |